# نافورة هيرون

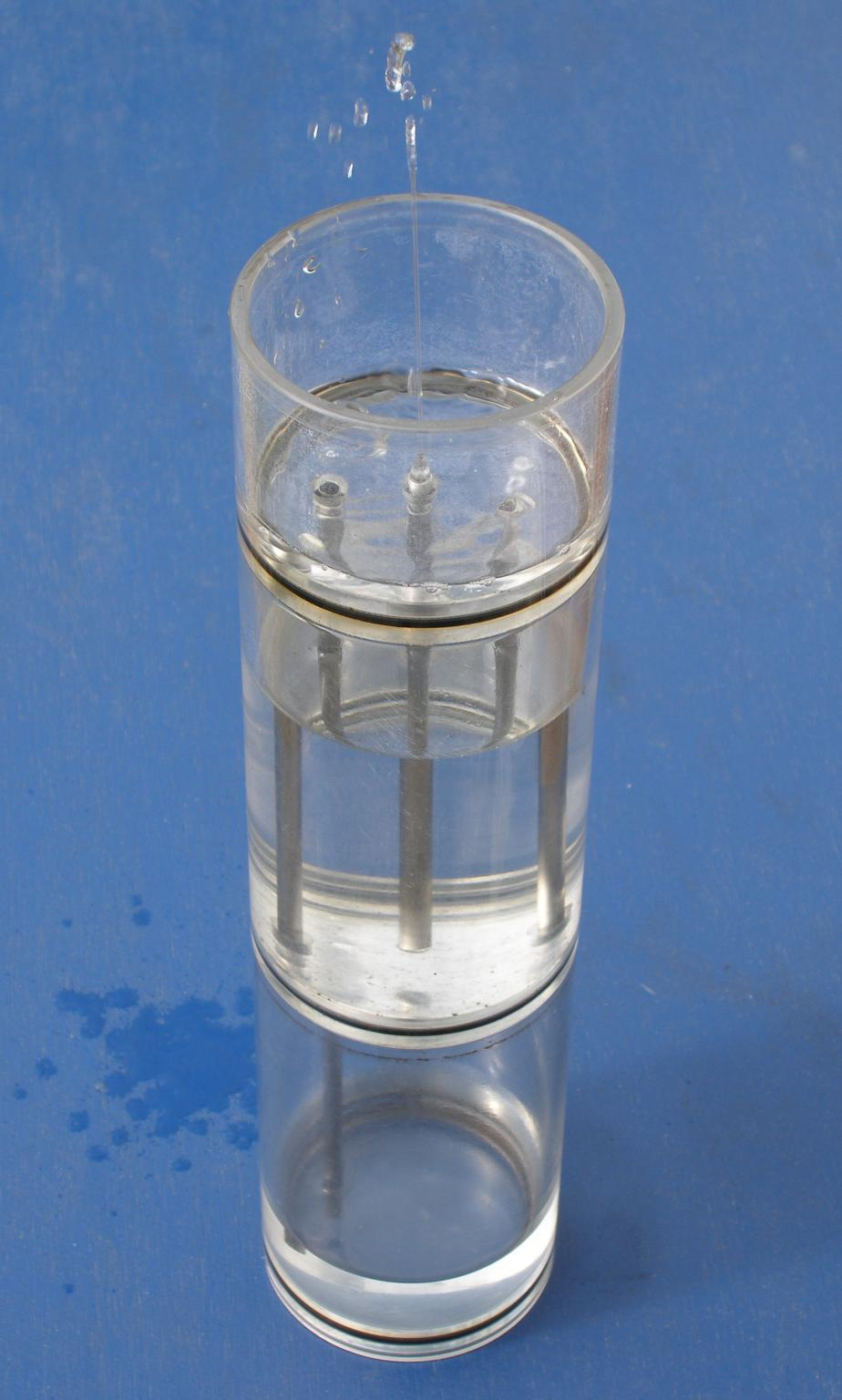
تطبيق مثال على عملية نافورة هيرون

نافورة هيرون هي آلة هيدروليكية اخترعها هيرون، المخترع وعالم الرياضيات والفيزياء، المولود في الإسكندرية في القرن الميلادي الأول.
درس هيرون ضغط الهواء والبخار، ووصف محرك البخار الأول، وصمم ألعابًا مرتبطة بفكرة تدفق المياه، منها النافورة المعروفة باسمه. تُستخدم إصدارات مختلفة من نافورة هيرون اليوم في الدروس الفيزيائية بوصفها إثباتًا للمبادئ الهيدروليكية والهواء المضغوط.

## المكونات
تتضمن النافورة 3 حاويات:
- (أ) القمة: الحوض.
- (ب) الوسط: مغذيات المياه.
- (ج) القاع: التزويد الهوائي.

و3 أنابيب:
الأنبوب الأول (يسار): يمتد من ثقب في أسفل الحوض (أ) إلى قاع حاوية التزويد بالهواء (ج).
الأنبوب الثاني (يمين): يمتد من الجزء العلوي لحاوية التزويد بالهواء (ج) إلى الجزء العلوي من مغذيات المياه (ب)،
الأنبوب الثالث (وسط): يمتد من الجزء السفلي من حاوية مغذيات المياه )ب)، ومن خلال الجزء السفلي من الحوض (أ) إلى ما فوق حافة الحوض.
ستعمل النافورة حتى لو كان الحوض (أ) مغلقًا بإحكام، لكن هذا ليس ضروريًا، أما (ب) و(ج) فيجب أن يكونا مغلقين بإحكام ومعزولين عن الضغط الجوي. العبوات البلاستيكية ستكون فعالة، لكن الحاوية الزجاجية ستعمل بكفاءة أكبر، أما البالون فلن يعمل.
طريقة العمل
تعمل النافورة بالطريقة التالية:
- تنتج طاقة تدفق الماء أساسًا من نزول الماء من (ب) إلى (ج(.
- هذا يعني أن الماء يرتفع من (ب) إلى (أ) فقط بقدر ما يهبط من (ب) إلى (ج).
- المياه الهابطة من (أ) إلى (ج) خلال الأنبوب الأول ستزيد الضغط في الحاوية السفلية. هذا الضغط يعادل فرق الارتفاع بين (أ) و(ج(.
- ينتقل ضغط الهواء عبر الأنبوب الثاني إلى مغذيات المياه (ب)، وتندفع المياه إلى الأنبوب الثالث.
- تحل المياه المندفعة في الأنبوب الثالث محل المياه الساقطة من (أ) إلى (ج)، وتُغلق الدائرة.

مبادئ لفهم البنية:
- يجب ألا يهرب الهواء في (ج) عبر الأنبوب الأول، لذا يمتد الأنبوب حتى قرب القاع ليغمره الماء.
- كذلك يجب ألا يهرب الهواء الموجود في (ب) عبر الأنبوب الثالث، لذا يمتد الأنبوب حتى قرب القاع ليغمره الماء.
- يجب ألا يمر الماء عبر الأنبوب الثاني من (ب) إلى )ج)، لذلك يجب أن يمتد الأنبوب من (ج) إلى الجزء العلوي من (ب) ليصبح فوق مستوى الماء.
- إذا اتصل الأنبوب الثاني بالجزء السفلي من (ج)، ستغمره الماء ولن يتراكم ضغط الهواء اللازم للانتقال إلى (ب)، لذلك يجب أن يتصل الأنبوب الثاني بالجزء العلوي من (ج).

## الحركة
ليست نافورة هيرون آلة دائمة الحركة. إذا كانت فوهة الصنبور ضيقة، ستعمل عدة دقائق، لكنها ستتوقف في النهاية. قد يكون الماء الخارج من الأنبوب أعلى من مستوى أي حاوية أخرى، لكن التدفق الإجمالي للمياه سيكون إلى أسفل. لذا فإن تصميم حجم مغذيات الهواء وإمداد الماء يجب أن يكون أكبر من حجم الحوض، مع معدل تدفق مياه ثابت، وبهذا ستعمل النافورة مدةً طويلة.
قد تبدو فكرة العمل أقل تناقضًا بوصفها أنبوبًا للري (سيفون)، لكن مع إزالة القوس العلوي للأنبوب، سيوفر ضغط الهواء بين الحاويتين السفليتين ضغطًا إيجابيًا لرفع الماء فوق القوس. وهو الجهاز المعروف باسم أنبوب ري هيرون.
تنتقل الطاقة الكامنة لجاذبية الماء من الحوض إلى الحاوية السفلية، عبر أنبوب ضغط هوائي (فقط الهواء يتحرك إلى أعلى في هذه المرحلة( لدفع الماء من الحاوية العلوية فوق الحوض.
قد تنبثق النافورة بعلو فوق الحاوية العلوية حتى يتساقط الماء من الحوض إلى الحاوية السفلية. لتحقيق أقصى تأثير، ضع الحاوية العلوية قرب الحوض، وضع الحاوية السفلية بعيدًا عن كليهما.
عندما ينخفض مستوى المياه في الحاوية العليا إلى درجة أن يصبح أسفل فتحة الأنبوب، ستتوقف النافورة عن العمل. لتعمل النافورة مجددًا يجب تفريغ حاوية إمداد الهواء من الماء، وإعادة ملء حاوية إمداد الماء. يوفر رفع الماء الطاقة المطلوبة.

## الحركة المتكررة والمتغيرات
كما ذكرنا سابقًا، ستتوقف النافورة عن العمل عندما يهبط الماء من (ب) إلى (ج)، لجعلها تعمل مرةً أخرى توجد عدة طرق، منها:
- تصميم الأنابيب ليمتلئ (ج) ويفرغ (ب)، ثم يتبادلان موضعيهما.
- إضافة صمامات لتفريغ (ج) وملء (ب).
- نقل المياه من (ج) إلى (ب( دون استخدام صمامات، وذلك بالتبخير والتكثيف.
- تصميم نافورة ذات 4 حاويات، يمكن قلبها رأسًا على عقب، وبذلك تحل الحاوية المملوءة محل الفارغة.
- أيضًا قد تحتوي بعض النوافير سائلين مختلفي اللون والكثافة.

## الظواهر الجيولوجية
قد تعمل الظواهر الجيولوجية طبيعيًا عبر هذه الآلية، وتتميز بانبثاق الماء على السطح بشكل متقطع. لكن على عكس نافورة هيرون، التي تتطلب تفريغ حاوية تزويد الهواء يدويًا من الماء، تحتوي ينابيع الماء الحار على حاوية تزويد هواء مماثلة تُسخن بثبات بواسطة الطاقة الحرارية الأرضية. عندما يصبح مستوى الماء في حاوية تزويد الهواء مرتفعًا جدًا، يسبب التدفق الحراري غليان الماء، ومن ثم تفريغ الوعاء طبيعيًا من الماء واستبداله ببخار الماء.